# 進軍 (ゲーム・オブ・スローンズ)
『進軍』はHBO(日本ではスター・チャンネルが放送)のファンタジー・ドラマ・シリーズである『ゲーム・オブ・スローンズ』の第1章『七王国戦記』の第8話である。原作小説シリーズ『氷と炎の歌』の作者で脚本家でもあるジョージ・R・R・マーティンが脚本を書き、 ダニエル・ミナハンが監督した。
本エピソードは、エダードの逮捕の後の出来事を描く。ラニスター家がエダードの娘達を捕えようとする間、エダードの息子で世継ぎのロブは〈北部〉で軍を起こす。デナーリスはドスラク人が平和な村を襲撃するのを目撃し、ジョン・スノウは〈壁〉で新たな脅威に直面する。

## あらすじ

### 〈谷間〉からリヴァーランドへ
ティリオン(ピーター・ディンクレイジ)とブロン(ジェローム・フリン)はタイウィン(チャールズ・ダンス)の陣へと向かうが、野蛮な〈山の民〉に囲まれる。ティリオンは〈山の民〉に金と武器と〈谷間〉を手に入れるための援軍を約束することで、自分に仕えて同行させる。タイウィンは喜ばないが、スターク家との戦いに〈山の民〉が加わるという条件で、ティリオンの約束を守ることを承知する。〈山の民〉は受け入れるが、保険としてティリオンの同行を望む。

### 〈谷間〉
キングズランディングでの出来事を知らせる手紙を受け取り、キャトリン(ミシェル・フェアリー)は妹のライサと対立する。ライサは息子ロビンの安全だけしか頭にないため、ラニスター家に対抗してスターク家に援軍を送ることを拒否する。キャトリンは怒り、高巣城(エイリー)を去る。

### 〈北部〉
ロブ(リチャード・マッデン)は妹サンサからの手紙を受け取るが、サーセイに操られていると判断する。ラニスター家に対して戦争を起こすため、旗主たちを呼び集め、シオン(アルフィー・アレン)を喜ばせる。スターク家の旗主のグレイトジョンの尊敬を勝ち得たあと、ブラン(アイザック・ヘンプステッド＝ライト)にウィンターフェルの指揮を任せ、軍を率いて南に向かい、母キャトリンと合流する。軍議でタイウィンの軍とジェイミーの軍のどちらを攻撃すべきかを話し合っている間、ラニスター軍の斥候を捕える。ロブは斥候を解放し、北部軍が攻めよせるとタイウィンに知らせることにする。

### 〈壁〉
ジョン・スノウ(キット・ハリントン)、サムウェル(ジョン・ブラッドリー)と仲間たちは凍った2体の死体を見つけ、〈壁〉に戻る。〈冥夜の守人〉の総帥のジオー(ジェームズ・コスモ)はベンジェン・スタークの一行の哨士であると気づき、死体を調べるよう命令する。何週間も前に死んでいるのに、腐っている様子がないとサムは指摘する。モーモントは南部での出来事をジョンに伝え、〈冥夜の守人〉への誓いを守るように言い聞かせる。サー・アリザー・ソーンが父エダードの反逆をからかった時にジョンは我を忘れる。ナイフを手にジョンはソーンを襲うが、仲間に抑えられ、モーモントによって自室で謹慎とされる。
その夜遅く、ジョンのダイアウルフのゴーストが奇妙な振る舞いをしたため、ジョンはモーモントの部屋を調べる。ジョンが部屋に入ると、死んだはずの哨士が〈亡者〉として生き返り、ジョンを襲う。剣に切りつけられても〈亡者〉はひるまず、剣に貫かれても腕を斬り落とされても襲い続ける。モーモントが部屋に入ってきたとき、ジョンはランタンを〈亡者〉にぶつけて炎に包み、やっとのことで制圧する。明朝、モーモントと〈冥夜の守人〉は死体を焼き、サムはジョンに、ホワイト・ウォーカーに触れられた死体は甦り、炎でしか殺すことができないと本で読んだことがあると言う。

### 狭い海の向こう側
七王国を攻める船のための軍資金を得ようとして、カール・ドロゴ(ジェイソン・モモア)の軍は村を襲撃する。その残虐さにデナーリス(エミリア・クラーク)は胸を痛める。ドスラク人の襲撃部隊が村の女たちを集めて強姦し奴隷にしようとするところを見て、デナーリスはジョラー(イアン・グレン)と護衛に命じ、女たちを自分のものにして保護する。ドロゴの面前で異議を申し立てられるが、カレーシとしての権利によって退け、女達を望むものは奴隷でなく妻とするべきだと言う。感銘を受けたドロゴは妻を支持し、襲撃者の一人のマゴはドロゴに決闘を挑むが、すぐに殺される。デナーリスはドロゴが受けた傷を心配し、渋りながらもドロゴは生き延びた村の女ミリ・マズ・ドゥールに治療させる。だがドスラク人たちはミリを妖女と呼び、ドロゴが治療されることを喜ばない。

### キングズランディング
ジョフリー(ジャック・グリーソンとサーセイ(レナ・ヘディ)を逮捕しようとしてエダード(ネッド)(ショーン・ビーン)は失敗し、牢に入れられている。ラニスター家はスターク家の残りの者を襲う。長女のサンサ(ソフィー・ターナー)は捕えられるが、アリア(メイジー・ウィリアムズ)は剣の師のシリオ・フォレルがラニスター家の家来をひきとめている間に逃げおおせる。アリアが自分の剣を探している時、馬番の少年がアリアを捕えようとするが、アリアは剣で刺し、城を抜け出す。
サーセイは、父の命を救うためには、兄ロブに手紙を書いてキングズランディングに来させ、ジョフリーに忠誠を誓わなければならないと、サンサを説得する。ジョフリーとサーセイは謁見し、〈王都の守人〉のジャノス・スリントを賞して貴族とし、タイウィンを〈王の手〉とする。ジョフリーはまた、バリスタン・セルミー( イアン・マッケルヒニー)を、生涯の奉仕であるはずの〈王の盾〉の総帥の地位から追い、ジェイミーを後釜に据える。長年の奉仕に対して、セルミーには城と領地が与えられるが、怒るセルミーは侮辱と見なし、剣をジョフリーの足元に投げ捨てて立ち去る。サンサはこの機会をとらえて父の助命を願い、ジョフリーは、エダードが反逆を認め、自分を正当な王として認めると言う条件で慈悲をかけると言う。

## 製作

### 脚本
本エピソードは、原作第一部『七王国の玉座』の著者であるジョージ・R・R・マーティンが脚本を書いた。マーティンはテレビ番組の脚本家としても経験が豊富だが、最後に脚本を書いてから10年以上が経過していた。マーティンによれば、登場人物に親しんでいたためにこのエピソードの脚本を書くのは簡単であった。一番難しかったのは、脚本執筆用の新しいソフトウェアに慣れることであった。
脚本の第一稿がプロデューサーのデイヴィッド・ベニオフ と D・B・ワイスに提出されたが、長すぎた上に製作コストがかかりすぎた。ロブ・スタークが〈北部〉の旗主を呼び集める個所では、旗主が知らせを受け取って出発する8つの城のシーンが想定されていたが、製作は不可能であった。
原作の第42章、第50-53章、第55-58章、そして第60章がカバーされた。ジョンが旗主を呼ぶ決断をするシーン、高巣城でキャトリンとライサが対立するシーン、ラニスター家の斥候が捕えられるシーンがドラマのために付け加えられた。その他の原作との差異は、アリアが馬番の少年を刺すのは故意よりも事故に近いこと、リカード・カースターク、ルース・ボルトン、マンダリー家、グロヴァー家などスターク家の旗主の紹介が省略されていること、カール・ドロゴが傷を負うのは、血縁騎士ではなくデナーリスの影響力を好まない部下との戦いであることなどである。
ティリオンがブロンと〈月の山〉を降りるシーンは、もともと第7話に予定されていたものであるため、マーティンが書いたものではなく、デイヴィッド・ベニオフ と D・B・ワイスが書いたものである。TV製作ではよくあることだが、編集段階で移動された。

### ロケーション
〈赤の王城〉およびウィンターフェルの室内のシーンは北アイルランドのスタジオで撮影された。野外のスタークおよびラニスターの陣のシーン、およびキャトリンとロドリックがロブの軍に加わるシーンは北アイルランドの古城で撮影された。

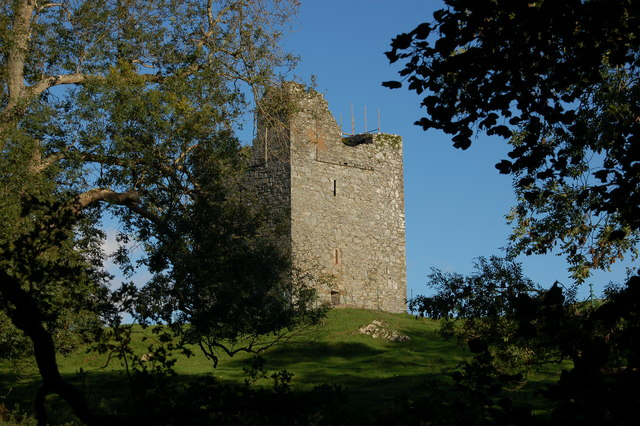
北アイルランドのオードリー城がネックを守るモウト・ケイリンのシーンの撮影に使用された

ドスラク軍に蹂躙される仔羊人の村のシーン、およびアリアが自分の剣の〈針〉を取り戻す〈赤の王城〉のシーンはマルタで撮影された。

## 評判

### 視聴者数
初回放送では270万人が視聴し、シーズンの最高記録を立てた。同夜の再放送を含めると360万人が視聴した。

### 賞
2011年プライムタイム・エミー賞衣装賞シリーズ部門にノミネートされた。

## 参照
1. ↑  Rice, Lynette. “'Game of Thrones' hits ratings high”. Entertainment Weekly. 2011年6月7日閲覧。
2. ↑  “2011 nominations for outstanding costumes for a series”.   Academy of Television Arts & Sciences. 2012年1月14日閲覧。